# Tony Accardo
Antonino Joseph Accardo (nacido Antonino Leonardo Accardo; 28 de abril de 1906 – 22 de mayo de 1992), también conocido como "Joe Batters" o "Big Tuna", fue un mafioso estadounidense durante largo tiempo. En una carrera criminal que abarcó ocho décadas, pasó de ser un pequeño matón a la posición de jefe diario del Outfit de Chicago en 1947, para convertirse finalmente en la mayor autoridad del Outfit en 1972. Accardo llevó al Outfit a nuevas operaciones y territorios, en gran medida incrementando su poder y riqueza durante el tiempo que fue jefe. 

## Primeros años
Nació como Antonino Leonardo Accardo (también conocido como Anthony Joseph Accardo) en el Near West Side de Chicago, hijo de Francesco Accardo, un zapatero, y Maria Tilotta Accardo. Un año antes de su nacimiento, los Accardo habían emigrado a Estados Unidos desde Castelvetrano, Sicilia, en la provincia de Trápani. A los 15 años de edad, Accardo fue expulsado del colegio y empezó a merodear por los salones de billar del vecindario. Pronto se unió a la banda del café Circus (Circus Cafe Gang), dirigida por Claude Maddox y Tony Capezio, una de las principales bandas callejeras en los vecindarios pobres de Chicago. Estas bandas sirvieron como fondos de reclutamiento (algo así como una granja escuela) para las organizaciones criminales adultas de la ciudad. En 1926, Jack "Machine Gun" McGurn, uno de los sicarios más duros del jefe del Outfit Al Capone ("Big Al," "Scarface Al"), reclutó a Accardo para su banda en el Outfit.

## "Estrella en alza" en las calles
Fue durante la Prohibición cuando Accardo recibió el apodo de "Joe Batters" del propio Capone debido a su habilidad para acabar con un trío de traidores al Outfit con un bate de béisbol en una cena que Capone celebró justo para matar a los tres hombres. Se supone que Capone dijo "Boy, this kid's a real Joe Batters" (Chico, este chaval es un auténtico Joe el Bateador).
Los periódicos de Chicago con el tiempo apodaron a Accardo "The Big Tuna" (El gran atún), después de una excursión de pesca en la que Accardo capturó un atún gigante y fue fotografiado con su captura. En años posteriores, Accardo presumió en conversaciones intervenidas por los federales de que había participado en la infame matanza de San Valentín del año 1929 en la que, supuestamente, los matones de Capone asesinaron a siete miembros de la Banda del lado Norte rival, liderada por el tristemente célebre Bugs Moran. Accardo también afirmó que fue uno de los sicarios que asesinó al jefe de la banda de Brooklyn, Nueva York Frankie Yale, de nuevo por órdenes de Capone para resolver una disputa. Sin embargo, la mayor parte de los expertos creen hoy en día que Accardo sólo tenía una relación periférica, de tener alguna, con la matanza del día de San Valentín y ninguna en absoluto con el asesinato de Yale, que lo más probable es que fuese cometido por Gus Winkler, Fred Burke, y Louis Campagna. Sin embargo, el 11 de octubre de 1926, Accardo pudo haber participado en el asesinato del que entonces era líder de la Banda del Lado Norte de Chicago Hymie Weiss cerca de la catedral del Santo Nombre de Chicago.

## Caporegime
En 1932, Capone fue condenado por evasión fiscal y enviado a prisión para cumplir una sentencia de once años, y Frank "The Enforcer" Nitti se convirtió en el nuevo jefe del Outfit, después de cumplir su sentencia de 18 meses por evasión fiscal. Para entonces, Accardo había establecido una sólida posición ganando dinero para la organización, de manera que Nitti le permitió establecer su propio equipo. También era el líder del brazo ejecutor del Outfit.
Accardo pronto desarrolló una variedad de recursos provechosos, incluyendo el juego, la usura, la extorsión, y la distribución de alcohol y cigarrillos ilegales. Como con todos los caporegimes, Accardo recibió el 5% de los ingresos del grupo como "tasa callejera". Accardo, a su vez, pagaba un impuesto al jefe de la familia. Si un miembro del grupo rechazaba pagar una tasa callejera (o pagar menos de la mitad de la cantidad debida), podría significar una sentencia de muerte del Outfit. El grupo de Accardo incluiría futuros pesos pesados del Outfit como Gus "Gussie" Alex y Joseph "Joey Doves" Aiuppa.

## Vida personal
En 1934, Accardo conoció a Clarice Pordzany, una corista polacoamericana. Más tarde se casaron y tuvieron cuatro hijos. Accardo tuvo dos nietos, uno de ellos Eric Kumerow, quien fue elegido por los Miami Dolphins de la Liga Nacional de Fútbol Americano. A diferencia de la mayoría de sus colegas, Accardo tenía un matrimonio sólido y nunca se conoció públicamente que fuera infiel a su mujer. Sin embargo, días antes de su muerte en 1998, Elaine Olsen (de soltera, Wondra), una actriz y camarera de cócteles quien ocasionalmente trabajó como estríper en Chicago durante la Segunda Guerra Mundial, pretendió haber tenido un breve affair con Accardo en 1944 mientras que el que entonces era su novio, Lawrence (Larry) Olsen, estaba con el ejército estadounidense en Europa, y que aquel affair dio como resultado el nacimiento de su único hijo, Gary, el 7 de mayo de 1945, justo un mes antes del regreso de Larry a Chicago después del final de la guerra en Europa (que fue, irónicamente, el día siguiente, 8 de mayo). Tanto Larry como Gary (a quien Larry adoptó como hijo propio en junio de 1946) inicialmente negaron la pretensión de Elaine, citando su capacidad mental disminuida como resultado de su enfermedad, pero finalmente confirmaron la historia poco después de su muerte. Gary, quien murió de complicaciones por el sida en 2000, tuvo dos hijos, Eric y Michael, ambos viven en Chicago.
Clarice Accardo murió por causas naturales el 15 de noviembre de 2002, a los 91 años de edad. Durante la mayor parte de su vida de casado, Accardo vivió en River Forest (Illinois), hasta que empezó a sentir la presión del IRS sobre su aparente alto estilo de vida. Como respuesta, compró una casa tipo rancho en el bloque 1400 de la avenida North Ashland, en River Forest, e instaló una cripta. El trabajo oficial de Accardo fue el de vendedor de cerveza para una cervecería de Chicago.

## Jefe de Chicago
En los años cuarenta, Accardo continuó ganando poder en el Outfit. Conforme avanzaba la década, se hizo evidente que una serie de jefes y miembros del Outfit iban a tener que enfrentarse a serias consecuencias por su papel en la extorsión de los sindicatos de la industria del cine de Hollywood. Sin embargo, debido a que Nitti era claustrofóbico, tenía miedo de volver a prisión por segunda vez, habiendo ingresado la primera vez por evasión de impuestos. Por ese motivo, Nitti se suicidó en 1943. Paul "The Waiter" Ricca, quien había sido jefe de facto desde el encarcelamiento de Capone, se convirtió en jefe de nombre así como de hecho y nombró a Accardo como segundo jefe. Ricca y Accardo administrarían el Outfit bien oficialmente o como los poderes detrás del trono durante los siguientes 30 años, hasta la muerte de Ricca en 1972. Cuando Ricca posteriormente fue condenado a una pena de 10 años de cárcel por su parte en el escándalo de Hollywood, Accardo se convirtió en jefe efectivo. Tres años más tarde, como una condición para su libertad, a Ricca se le prohibió entrar en contacto con mafiosos. Accardo entonces se convirtió en jefe del Outfit. En la práctica, compartió el poder con Ricca, quien permaneció en segundo plano como asesor sénior.
Bajo el liderazgo de Accardo a finales de los años cuarenta, el Outfit se pasó al negocio de las máquinas tragaperras y máquinas expendedoras, alcohol ilegal y estampillas de licor y amplió el contrabando de narcóticos. Accardo colocó tragaperras en gasolineras, restaurantes y bares por todo el territorio del Outfit. Fuera de Chicago, el Outfit se extendió rápidamente. En Las Vegas, el Outfit cogió influencia sobre el juego de las cinco familias criminales de la ciudad de Nueva York. Accardo se aseguró de que todos los casinos legales de Las Vegas usaran sus tragaperras. En Kansas y Oklahoma, Accardo se aprovechó de la prohibición oficial de la venta de alcohol para introducir alcohol ilegal. El Outfit acabó dominando el crimen organizado en la mayor parte del Oeste de los Estados Unidos. Para reducir el riesgo del Outfit de una persecución legal, Accardo eliminó gradualmente algunas de las actividades tradicionales del crimen organizado, como extorsión y estafador laboral. También convirtió el negocio de los burdeles del Outfit en servicios de call girls. El resultado de estos cambios fue una edad dorada de beneficios e influencia para el Outfit.
Accardo y Ricca enfatizaron la necesidad de mantener un perfil bajo y dejó que llamasen la atención las figuras más llamativas, como Sam Giancana. Por ejemplo, cuando los luchadores profesionales Lou Albano y Tony Altomare, la lucha como un equipo inspirado por la mafia llamados "The Sicilians" (Los sicilianos), fueron a Chicago en 1961, Accardo convenció a los hombres para que dejaran ese mote para evitar cualquier publicidad relacionada con la mafia. Usando este tipo de tácticas, Accardo y Ricca fueron capaces de gobernar el Outfit mucho más tiempo que Capone. Ricca dijo una vez "Accardo tenía más cerebro en el desayuno que Capone tuvo en toda su vida."
También a finales de los años cincuenta, el Federal Bureau of Investigation (FBI) tuvo que admitir finalmente que el crimen organizado en los Estados Unidos era algo real, debido a la vergüenza del director del FBI J. Edgar Hoover sobre fuerzas de la ley locales descubriendo el encuentro de los Apalaches de 1957. Así, el FBI comenzó a emplear todo tipo de sistemas de vigilancia contra los mafiosos.

## Cambio de liderazgo
Después de 1957, Accardo entregó la posición oficial como jefe al viejo asociado Giancana, por el "calor" del IRS. Accardo entonces se convirtió en consigliere del Outfit, apartándose de la administración diaria de la organización, pero aún conservó una importante cantidad de poder y exigió respeto y lo ganó de sus hombres. Giancana aún tenía que obtener la aprobación de Accardo y Ricca en los grandes negocios, incluyendo todos los asesinatos.
Sin embargo, esta relación de trabajo al final se rompió. A diferencia de Accardo, el viudo Giancana disfrutaba de un estilo de vida ostentoso, frecuentando nightclubs y teniendo citas con la cantante de alto perfil Phyllis McGuire. Giancana también rechazó repartir algunos de los beneficios de los casinos del Outfit en Irán y Centroamérica a los miembros de base. Muchos en el Outfit también sintieron que Giancana estaba llamando demasiado la atención del FBI, que siempre estaba persiguiendo su coche a través de todo el gran Chicago.
Alrededor del año 1966, después de pasar un año en la cárcel por cargos de desacato federal, Accardo y Ricca reemplazaron a Giancana con el jefe de la banda callejera Joseph "Joey Doves" Aiuppa. En junio de 1975, después de pasar la mayor parte de sus años del exilio del Outfit en México y siendo expulsado sin ceremonias de aquel país, Giancana fue asesinado en el apartamento del garaje de su casa, en Oak Park (Illinois), mientras cocinaba salchichas italianas y escarola.
Algunos teóricos de la conspiración, sin embargo, están divididos sobre si este "golpe" fue aprobado por los jefes del Outfit o posiblemente por el gobierno de los EE. UU., que había citado a Giancana justo antes de ser asesinado para testificar sobre su conocimiento de ciertas conspiraciones gubernamentales alegadas. 
Ricca murió en 1972, dejando a Accardo como la máxima autoridad del Outfit.

## El robo
En 1978, mientras Accardo estaba de vacaciones en California, entraron ladrones en su casa de River Forest. Poco después, los tres sospechosos del robo y cuatro personas relacionadas aparecieron estranguladas y con el cuello cortado. Los fiscales de la época creyeron que Accardo, furioso porque su casa había sido violada, había ordenado los asesinatos.
En 2002, esta teoría fue confirmada en el estrado por el arrepentido del Outfit Nicholas Calabrese, quien había participado en todos los asesinatos posteriores. Los asesinos supervivientes fueron todos condenados en el Juicio por los "Secretos de Familia", y sentenciados a largas penas de prisión.

## Muerte y entierro
A finales de los años setenta, Accardo compró una casa en Palm Springs, California, volando a Chicago para presidir las reuniones del Outfit y mediar en disputas. Para entonces, las actividades personales de Accardo incluían inversiones legales en edificios de oficinas comerciales, centros de venta al por menor, granjas madereras, fábricas de papel, hoteles, compraventa de coches, compañías camioneras, periódicos, restaurantes y agencias de viajes. 
Accardo pasó sus últimos años en Barrington Hills (Illinois) viviendo con su hija y su yerno. El 22 de mayo de 1992, Anthony Accardo murió de insuficiencia cardíaca a los 86 años de edad. 
Accardo fue enterrado en el cementerio Queen of Heaven, en Hillside (Illinois). A pesar de un documento sobre un arresto que se remontaba al año 1922, Accardo pasó sólo una noche en la cárcel o evitó el interior de una celda totalmente (dependiendo de la fuente).

## En la cultura popular
- En la película para televisión de 1995 Sugartime[12] sobre Giancana y McGuire, Accardo es interpretado por Maury Chaykin.
- En Vegas (serie de televisión), Accardo es mencionado, simplemente, como "Tuna" por el mafioso Vincent Savino cuando está preparando el skimming[13] mensual del casino para marcharse a Chicago.